# Maťovské Vojkovce
Maťovské Vojkovce est un village de Slovaquie situé dans la région de Košice.

## Histoire
Première mention écrite du village en 1302.
La localité fut annexée par la Hongrie après le premier arbitrage de Vienne le 2 novembre 1938. À la libération, la commune a été réintégrée dans la Tchécoslovaquie reconstituée.
Le hameau de Kapušianske Vojkovce était une commune autonome en 1938. Il comptait 272 habitants en 1938 dont 19 d'origines juives. Elle faisait partie du district de Veľké Kapušany (hongrois : Nagykaposi járás). Le nom de la localité avant la Seconde Guerre mondiale était Vajkovce/Vajkóc. Durant la période 1938 -1945, le nom hongrois Vajkóc était d'usage.
Le hameau de Maťovce était une commune autonome en 1938. Il comptait 599 habitants en 1938 dont 9 d'origines juives. Elle faisait partie du district de Veľké Kapušany (hongrois : Nagykaposi járás). Le nom de la localité avant la Seconde Guerre mondiale était Maťovce/Mátyóc. Durant la période 1938 -1945, le nom hongrois Mátyóc était d'usage.

## Démographie

### Évolution de la population
| Année:               | 1994. | 2004.   | 2014.   | 2024.    |
| -------------------- | ----- | ------- | ------- | -------- |
| Nombre de personnes: | 547   | 590     | 603     | 702      |
| Différence:          |       | +7,86 % | +2,20 % | +16,41 % |

| Année:               | 2023. | 2024.   |
| -------------------- | ----- | ------- |
| Nombre de personnes: | 704   | 702     |
| Différence:          |       | -0,28 % |

## Politique
| Nom             | Parti politique | Date de l'élection | Fin du mandat |
| --------------- | --------------- | ------------------ | ------------- |
| Alžbeta Čátyová | SMK-MKP         | 02.12.2006         | Déc. 2010     |